# 政治評論家
政治評論家（せいじひょうろんか、英: Political pundit）とは、政治評論を主として行う評論家のこと。

## 欧米
政治評論は古くから存在するが、アメリカでは1950年代から「政治の科学化」が始まった。「政治の科学化」に関しては政治学（政治学者）と政治評論（政治評論家）との違いが意識される。ただ欧米では政治そのものが「作為化された科学」と位置づけられ、政策綱領または政策綱領に従って自分たちの意思を示す実践の過程そのものが科学として扱われている。

## 日本
日本の政治評論家は政治記者・政治学者出身が主で、中曽根康弘・野中広務など政治家として実績のある人物については政治評論をしていても政治評論家と呼ばない傾向がある。

### 機密費
2010年に野中広務が、自身が小渕内閣の官房長官在任中に内閣官房報償費（いわゆる官房機密費）を「1カ月当たり、多い時で7千万円、少なくとも5千万円くらい使っていた」「月々、首相に1千万円、国会で野党工作などに当たる自民党国対委員長や参院幹事長に各500万円程度のほか、政治評論家や野党議員らにも配っていた」と述べ、話題になった。平野貞夫は、自身が機密費を渡した記者には「今も政治評論家などで活躍している人はいるか」との質問に対し、「活躍というほどではないですが、現役の評論家もいます。某紙では幹部になった人もいますが亡くなりました」と述べている。

### 批判

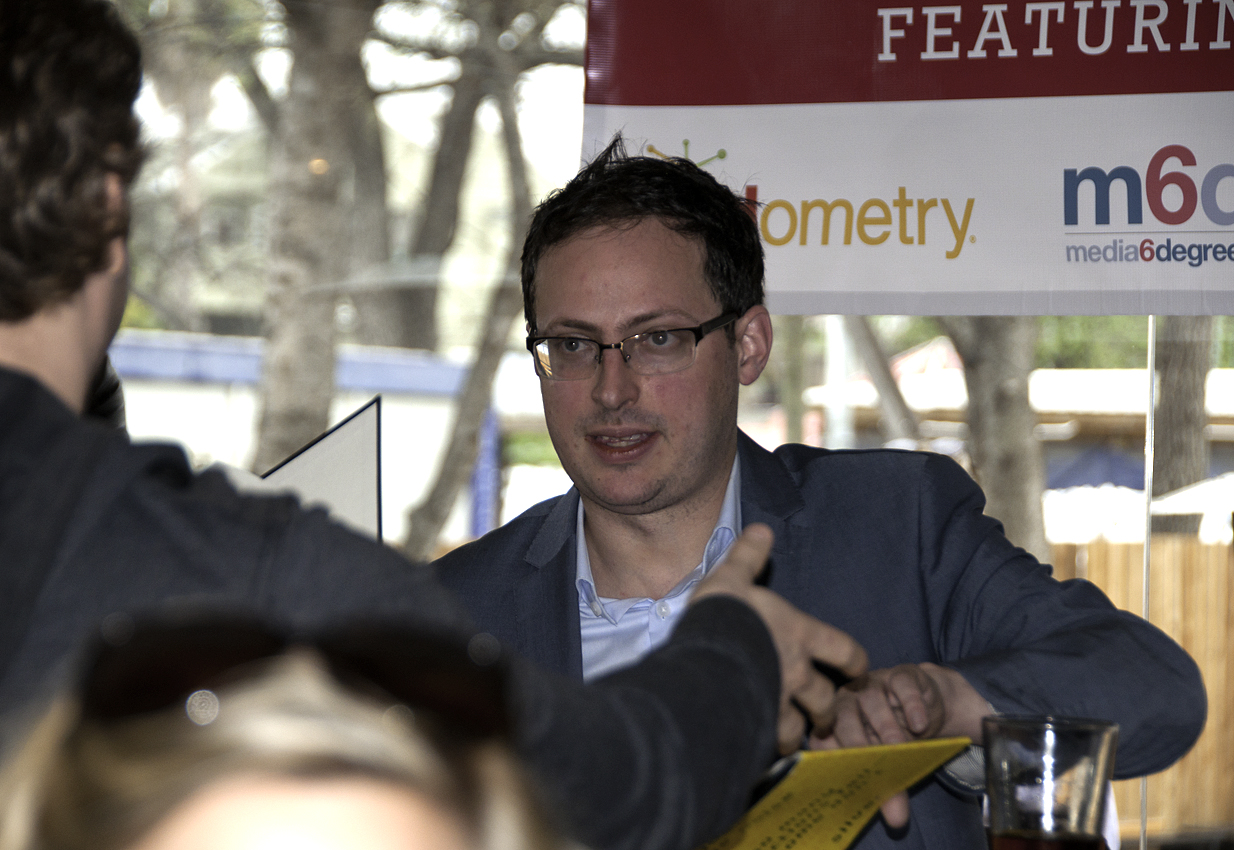
ネイト・シルバー（2013年）

経済学者の高橋洋一は、2012年アメリカ合衆国大統領選挙において統計学者のネイト・シルバーがセイバーメトリクスを応用して結果予想を行い、（ワシントンD.C.を含む）全米51州すべての勝敗を的中させ、ニューヨーク・タイムズにも掲載されたとして、「日本では、シルバー氏のような人物はまだいない。多くの政治評論家は、親しい政治関係者に聞くだけの半径1メートルの取材と勘で話をしているだけだ。しかも、特定の政治家を「よいしょ」するポジション・トークが多い」として批判した。